# Československá basketbalová liga 1969/1970
1. basketbalová liga 1969/1970 byla v Československu nejvyšší ligovou basketbalovou soutěží mužů, v ročníku 1. ligy hrálo 12 družstev, proti minulé sezóně skončilo pokračování ligy rozdělením na dvě poloviny po šesti družstvech. Slavia VŠ Praha Autoškoda získala titul mistra Československa,  Zbrojovka Brno skončila na 2. místě a Sparta Praha na 3. místě. Z ligy sestoupila tři družstva. Ze třech nováčků sestoupil Baník Ostrava, zachránili se Baník Handlová a Slovan Orbis Praha. Sestoupila družstva Slávia VŠ Bratislava, Slovan Orbis Praha a Spartak Tesla Žižkov.
Konečné pořadí:
1. Slavia VŠ Praha (mistr Československa 1970) - 2. Dukla Olomouc  - 3. Zbrojovka Brno - 4. RH Pardubice - 5. NHKG Ostrava  - 6. Baník Prievidza  - 7. Sparta Praha - 8. Iskra Svit  - 9. Baník Handlová  - další 3 družstva sestup z 1. ligy:   10. Slávia VŠ Bratislava - 11. Slovan Orbis Praha - 12. Spartak Tesla Žižkov

## Systém soutěže
Všech dvanáct družstev odehrálo dvoukolově každý s každým (zápasy doma - venku), každé družstvo odehrálo 22 zápasů.

## Konečná tabulka 1969/1970
| Poř. | Tým                  | Z  | V  | P  | Skóre     | Body |
| ---- | -------------------- | -- | -- | -- | --------- | ---- |
| 1.   | Slavia VŠ Praha      | 22 | 19 | 3  | 2024:1660 | 41   |
| 2.   | Dukla Olomouc        | 22 | 19 | 3  | 2148:1888 | 41   |
| 3.   | Zbrojovka Brno       | 22 | 16 | 6  | 2148:1884 | 38   |
| 4.   | RH Pardubice         | 22 | 13 | 9  | 2214:2140 | 35   |
| 5.   | NHKG Ostrava         | 22 | 11 | 11 | 1856:1784 | 33   |
| 6.   | Baník Prievidza      | 22 | 11 | 11 | 1741:1824 | 33   |
| 7.   | Sparta Praha         | 22 | 12 | 10 | 1785:1728 | 33   |
| 8.   | Iskra Svit           | 22 | 10 | 12 | 1779:1839 | 32   |
| 9.   | Baník Handlová       | 22 | 7  | 15 | 1743:1838 | 29   |
| 10.  | Slávia VŠ Bratislava | 22 | 7  | 15 | 1646:1892 | 29   |
| 11.  | Slovan Orbis Praha   | 22 | 5  | 17 | 1620:1965 | 27   |
| 12.  | Spartak Tesla Žižkov | 22 | 2  | 20 | 1827:2099 | 24   |

## Sestavy (hráči, trenéři) 1969/1970
- Slavia VŠ Praha:  Jiří Zedníček, Robert Mifka, Jiří Růžička, Jiří Konopásek, Jan Blažek, Jan Kolář, Tomáš, Kos, Kovář, Z. Zahálka, Hodek, Dvořák . Trenér Jaroslav Šíp
- Dukla Olomouc: Jiří Zídek,  Pavel Pekárek, Jaroslav Kovář, Vlastimil Hrbáč, Zdeněk Hummel, Sako, Dzurilla, Hradec, Šrámek, Kraváček, Maresch, Tomajko, Hrdina, Pavlík, Lackovič. Trenér Drahomír Válek
- Spartak Brno ZJŠ: Jan Bobrovský, Jiří Pospíšil, Kovařík, Novický, Vítek, Vlk, David, Jiří Balaštík, Kratochvíl, Zánaška, Bílý, Král. Trenér Radoslav Sís
- RH Pardubice: Milan Voračka, Jiří Ammer, Skřivánek, Formánek, Maršoun, Pénčík, Málek, J.Kovář, P. Kovář, Ballon-Mierny, Šmarda, Valenta, Sýkora. Trenér Luboš Bulušek
- NHKG Ostrava:  Vlastimil Hrbáč, Pavel Škuta, Janál, M. Kostka, Dostál, Terč, Khýr, Rôhrich, Krajc, Buryan, Sehnal, Schneider. Nevřela. Trenér Jan Kozák
- Baník Prievidza:  Ňuchalík, Ivan Chrenka, Palkovič, J. Kostka. Michalik. Milota, Vlčko, Kmeť, Lukáč, Štec, Huliak. Tänzer- Trenér Š. Košík
- Sparta Praha: Zdeněk Douša, Jan Mrázek, Jan Strnad, Petr Kapoun, Silvestr Vilímec, Jiří Marek, František Babka, Ladislav Nenadál, Josef Klíma, J. Janda, J. Khýn, Medveď. Trenér Vladimír Heger
- Iskra Svit: Jozef Straka, Maurovič, Vraniak. Jambor, Brychta. Preisler, Beránek, V.Konvička, Setnička, Matula, Z. Paruch, Hurtáček, Persche, Rác, Urbánek. Trenér Pavel Antal
- Baník Handlová: Boris Lukášik, Malárik, J. Lacina, Žihlavník, Lovík, Štroffek, Bačík, Bohunovský, Mikuláš, Šuba, Chríbik, Šaškievič, Barniak, Chrenko,  Jiří Zídek. Trenér Dušan Lukášik
- Slávia VŠ  Bratislava:  Tóth, Ország, Arpáš, Filan, Blaškovič, Bahník, Hudoba, Holeša, Remenár, Gecelovský, Gregor, Šefránek, Loydl. Trenér J. Šimkovič
- Slovan Orbis Praha: Daňsa, Lizálek, Svoboda, Kos, Bajgar, Tvarůžek, Hrubý, Anděra, Michal Vavřík, Tomáš Záhalka, O. Bartošek, Hospodár, Velenský, Šedivý. Trenér Václav Krása
- Spartak Tesla Žižkov: Heinecke, Vocetka, Zdenék, Pleskáč, Jindra, Jůzek, P. Bartošek, Šilený, Vomastek, Civín, Burian, Kraibich, Plachý, Toušek, Čížek, Drozden. Trenér S. Pražák

## Zajímavosti
- Mistrovství světa v basketbalu mužů 1970 se konalo v Jugoslávii (Lublaň). Mistr světa Jugoslávie, Brazílie na 2. místě, Sovětský svaz na 3. místě. Československo skončilo ze 13 týmů na 6. místě, hrálo v sestavě: Jiří Zídek 167 bodů /9 zápasů, Jan Bobrovský 113 /8, Jiří Zedníček 109 /9, Jiří Pospíšil 71 /9, Petr Novický 44 /9, Jiří Růžička 43 /8, Jiří Ammer 42 /9, Robert Mifka 41 /9, Zdeněk Douša 22 /5, Jaroslav Kovář 22 /7, Milan Voračka 21 /5, Jiří Konopásek 7 /5, Jiří Zídek 167 bodů /9 zápasů, Jan Bobrovský 113 /8, Jiří Zedníček 109 /9, Jiří Pospíšil 71 /9, Petr Novický 44 /9, Jiří Růžička 43 /8, Jiří Ammer 42 /9, Robert Mifka 41 /9, Zdeněk Douša 22 /5, Jaroslav Kovář 22 /7, Milan Voračka 21 /5, Jiří Konopásek 7 /5, celkem 702 bodů v 9 zápasech (4-5).Trenér Nikolaj Ordnung.
- Slavia VŠ Praha v Poháru evropských mistrů 1969/70 skončil na 4. místě, odehrál 10 zápasů (5-5, 830-824), v semifinále v semifinále prohra s CSKA Moskva (79-107, 75-113).
- Iskra Svit v Poháru vítězů pohárů 1969/70, odehráa 2 zápasy (0-2, 139-182) v osmifinále vyřazena od Standard BC Lutych, Belgie (72-81, 67-101)
- Vítězem ankety Basketbalista roku 1969  byl Vladimír Pištělák.
- „All Stars“ československé basketbalové ligy - nejlepší pětka hráčů basketbalové sezóny 1969/70: Jiří Růžička, Jiří Zídek, Jiří Zedníček, Milan Voračka (1944), Jan Bobrovský.